# Cate Campbell
Pour les articles homonymes, voir Campbell.
Cate Campbell, née le 20 mai 1992 à Blantyre au Malawi, est une nageuse australienne spécialisée dans le sprint en nage libre. Elle a remporté deux médailles de bronze lors des Jeux olympiques de 2008 à Pékin, une médaille d'or aux Jeux olympiques de 2012 de Londres, ainsi qu'une médaille d'or et un record du monde au relais 4 × 100 mètres nage libre aux Jeux olympiques de 2016 à Rio.

## Biographie
Née au Malawi, ses parents s'installent en Australie en 2000, où elle découvre la natation. En 2007, elle participe à l'Australian Youth Olympic Festival à Sydney où elle récolte deux médailles d'or, sur 50 m nage libre et avec le relais du 4 × 100 m nage libre. Elle remporte ensuite le 50 m nage libre de l'Open du Japon en 2008. 
À l'été 2008, lors des Jeux olympiques de Pékin, elle s'aligne sur 50 m et 100 nage libre. Sur la première course, elle remporte la médaille de bronze, après avoir réalisé le meilleur temps des demi-finales. Sur 100 m nage libre, elle est éliminée au stade des demi-finales. Elle remporte néanmoins une seconde médaille de bronze avec le relais australien du 4 × 100 m nage libre. 
Après les Jeux, elle remporte le 50 m nage libre lors de la Coupe du monde de natation FINA 2008. 
En 2012, elle remporte le relais 4 × 100 m nage libre aux Jeux olympiques.
En 2013, elle devient championne du monde du 100 mètres nage libre à Barcelone.
En 2016 aux Jeux Olympiques de Rio, elle remporte le relais 4 × 100 m nage libre aux côtés de sa sœur Bronte Campbell, avec un record du monde à la clé en 3 min 30 s 65.
Le 7 juillet 2021, elle est nommée porte-drapeau de la délégation australienne aux Jeux olympiques d'été de 2020 par le Comité olympique australien, conjointement avec le joueur de basket-ball Patty Mills ; elle est la première nageuse australienne à tenir ce rôle.

## Palmarès

### Jeux olympiques
- Jeux olympiques de 2008 à Pékin (Chine) :
  -  Médaille de bronze du 50 m nage libre
  -  Médaille de bronze du relais 4 × 100 m nage libre

- Jeux olympiques de 2012 à Londres :
  -  Médaille d'or du relais 4 × 100 m nage libre
- Jeux olympiques de 2016 à Rio :
  -  Médaille d'or du relais 4 × 100 m nage libre
  -  Médaille d'argent du relais 4 × 100 m quatre nages
- Jeux olympiques d'été de 2020 à Tokyo :
  -  Médaille de bronze du 100 m nage libre
  -  Médaille d'or du relais 4 × 100 m nage libre
  -  Médaille d'or du relais 4 × 100 m 4 nages

### Championnats du monde
- Championnats du monde 2009 à Rome (Italie) :
  -  Médaille de bronze du 50 m nage libre

- Championnats du monde 2013 à Barcelone (Espagne) :
  -  Médaille d'or du 100 m nage libre
  -  Médaille d'argent du 50 m nage libre
  -  Médaille d'argent du relais 4 × 100 m nage libre
  -  Médaille d'argent du relais 4 × 100 m quatre nages

- Championnats du monde 2015 à Kazan (Russie) :
  -  Médaille de bronze du 100 m nage libre
  -  Médaille d'or du relais 4 × 100 m nage libre

- Championnats du monde 2019 à Gwangju (Corée du Sud) :
  -  Médaille d'or du relais 4 × 100 m nage libre
  -  Médaille d'or du relais mixte 4 × 100 m quatre nages
  -  Médaille d'argent du 100 m nage libre
  -  Médaille d'argent du relais 4 × 100 m quatre nages
  -  Médaille de bronze du 50 m nage libre